# Andenschwalbe

Verbreitungsgebiet der Andenschwalbe

Die Andenschwalbe (Orochelidon andecola, Syn.:  Haplochelidon andecola) ist eine Vogelart aus der Familie der Schwalben (Hirundinidae). Die Art kommt in den südamerikanischen Ländern Argentinien, Chile, Bolivien und Peru vor. Der Bestand wird von der IUCN als „nicht gefährdet“ (Least concern) eingestuft.

## Merkmale
Die Andenschwalbe erreicht eine Körperlänge von etwa 13,5 bis 14 Zentimetern. Die Oberseite ist matt blauschwarz. Am Bürzel ist farblich ein helles mattes Braun. Die Kehle und die Brust sind aschbraun und wird am Rest der Unterseite ein schmutziges weiß. Der Schwanz ist relativ gerade und nicht gabelförmig.

## Verbreitung und Lebensraum
Die Schwalbe kommt im offenen Habitat der Anden in Höhen zwischen 3500 und 4600 Metern vor. So findet man sie in typischem Puna-Grasland und Mooren. Sie kann aber auch in Städten und Dörfern vorkommen. Neben offenem Gelände kann man sie in Geländeeinschnitten in der Nähe von Wasser und an Häusern beobachten.

## Verhalten
Meist ist die Schwalbe in kleineren Gruppen unterwegs. Manchmal sieht man sie zusammen mit anderen Schwalben-Arten, wie der Schwarzsteißschwalbe (Notiochelidon cyanoleuca). Bei der Futtersuche trifft man sie oft in der Nähe von grasenden Tieren wie Rinder, Schafe, Lamas und sogar Vicuñas. Ihre Nester bauen sie in Löchern von Felsen oder Geländeeinschnitten und unter Dachvorsprüngen.

## Unterarten
Es sind zwei Unterarten beschrieben, die sich vor allem in ihrer Färbung und ihrem Verbreitungsgebiet unterscheiden:
- Orochelidon andecola andecola (d’Orbigny & Lafresnaye, 1837) - Nominatform. Kommt in den Anden des Südens Peru, im Extrem-Norden Chiles in der Región de Arica y Parinacota und Tarapacá, im Zentralen und Süden Boliviens und im Nordwesten Argentiniens in den Provinzen Salta und Jujuy vor.
- Orochelidon andecola oroyae (Chapman, 1924) - Ähnelt der Nominatform sehr, doch spiegelt sich die Oberseite bläulicher mit weniger grün. Die Schäfte der Handschwingen sind weiß und nicht braun. Der Schnabel ist etwas länger und breiter. Präsent im Zentralen Peru im Distrikt La Oroya in der Region Junín.[1]